# Croatia Open Umag 2019 - Qualificazioni singolare
Le qualificazioni del singolare del Croatia Open Umag 2019 sono state un torneo di tennis preliminare per accedere alla fase finale della manifestazione. I vincitori dell'ultimo turno sono entrati di diritto nel tabellone principale. In caso di ritiro di uno o più giocatori aventi diritto a questi sono subentrati i lucky loser, ossia i giocatori che hanno perso nell'ultimo turno ma che avevano una classifica più alta rispetto agli altri partecipanti che avevano comunque perso nel turno finale.

## Teste di serie
1. Salvatore Caruso (qualificato)
2. Rudolf Molleker (ultimo turno)
3. Filippo Baldi (primo turno)
4. Marco Trungelliti (qualificato)

1. Tommy Robredo (ultimo turno)
2. Stefano Napolitano (ultimo turno)
3. Carlos Berlocq (primo turno)
4. Attila Balázs (qualificato)

## Qualificati
1. Salvatore Caruso
2. Attila Balázs

1. Peter Torebko
2. Marco Trungelliti

## Tabellone

### Legenda
| - Q = Qualificato - WC = Wild card - LL = Lucky loser | - ALT = Alternate - SE = Special Exempt - PR = Protected Ranking | - w/o = Walkover - r = Ritirato - d = Squalificato |

### Sezione 1
|  | Primo turno | Primo turno      | Primo turno      | Primo turno | Primo turno |  |  | Ultimo turno | Ultimo turno     | Ultimo turno | Ultimo turno | Ultimo turno |  |
|  |             |                  |                  |             |             |  |  |              |                  |              |              |              |  |
|  | 1           | Salvatore Caruso | Salvatore Caruso | 6           | 6           |  |  |              |                  |              |              |              |  |
|  | Alt         | Nik Razboršek    | Nik Razboršek    | 3           | 2           |  |  | 1            | Salvatore Caruso | 5            | 6            | 6            |  |
|  | Alt         | Miljan Zekić     | Miljan Zekić     | 2           | 3           |  |  | 5            | Tommy Robredo    | 7            | 4            | 3            |  |
|  | 5           | Tommy Robredo    | Tommy Robredo    | 6           | 6           |  |  |              |                  |              |              |              |  |

### Sezione 2
|  | Primo turno | Primo turno     | Primo turno    | Primo turno | Primo turno |  |  | Ultimo turno | Ultimo turno    | Ultimo turno    | Ultimo turno | Ultimo turno |  |
|  |             |                 |                |             |             |  |  |              |                 |                 |              |              |  |
|  | 2           | Rudolf Molleker | 63             | 7           | 6           |  |  |              |                 |                 |              |              |  |
|  |             | Fabrizio Ornago | 7              | 5           | 2           |  |  | 2            | Rudolf Molleker | Rudolf Molleker | 2            | 4            |  |
|  | WC          | Admir Kalender  | Admir Kalender | 0           | 3           |  |  | 8            | Attila Balázs   | Attila Balázs   | 6            | 6            |  |
|  | 8           | Attila Balázs   | Attila Balázs  | 6           | 6           |  |  |              |                 |                 |              |              |  |

### Sezione 3
|  | Primo turno | Primo turno     | Primo turno     | Primo turno | Primo turno |  |  | Ultimo turno | Ultimo turno    | Ultimo turno    | Ultimo turno | Ultimo turno |  |
|  |             |                 |                 |             |             |  |  |              |                 |                 |              |              |  |
|  | 3           | Filippo Baldi   | Filippo Baldi   | 64          | 3           |  |  |              |                 |                 |              |              |  |
|  |             | Peter Torebko   | Peter Torebko   | 7           | 6           |  |  |              | Peter Torebko   | Peter Torebko   | 6            | 7            |  |
|  | WC          | Daniel Altmaier | Daniel Altmaier | 6           | 6           |  |  | WC           | Daniel Altmaier | Daniel Altmaier | 3            | 5            |  |
|  | 7           | Carlos Berlocq  | Carlos Berlocq  | 2           | 4           |  |  |              |                 |                 |              |              |  |

### Sezione 4
|  | Primo turno | Primo turno            | Primo turno       | Primo turno | Primo turno |  |  | Ultimo turno | Ultimo turno       | Ultimo turno | Ultimo turno | Ultimo turno |  |
|  |             |                        |                   |             |             |  |  |              |                    |              |              |              |  |
|  | 4           | Marco Trungelliti      | Marco Trungelliti | 7           | 7           |  |  |              |                    |              |              |              |  |
|  |             | Alexander Zhurbin      | Alexander Zhurbin | 5           | 5           |  |  | 4            | Marco Trungelliti  | 64           | 6            | 6            |  |
|  |             | Javier Barranco Cosano | 6(1)              | 6           | 2           |  |  | 6            | Stefano Napolitano | 7            | 2            | 3            |  |
|  | 6           | Stefano Napolitano     | 7                 | 3           | 6           |  |  |              |                    |              |              |              |  |